# Fuzhou Tanka

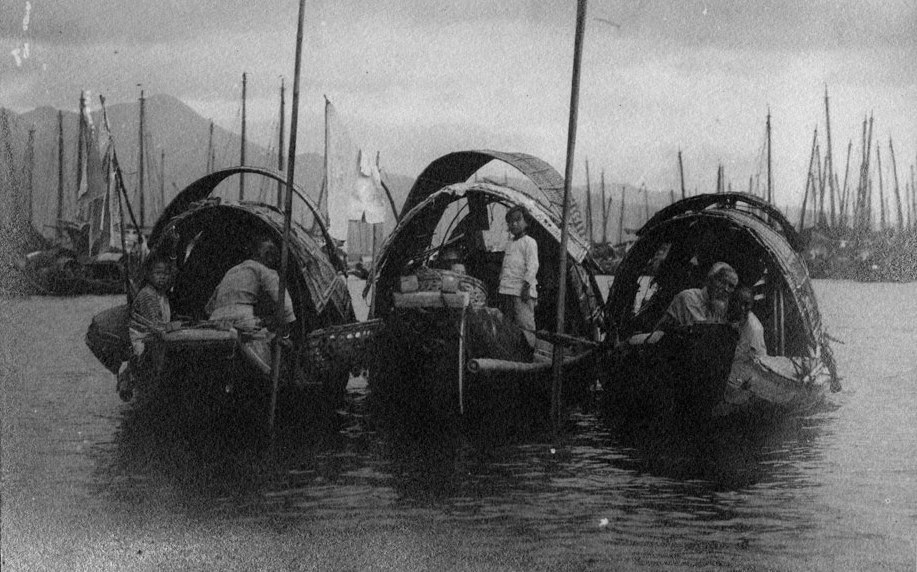
Tankas auf dem Min Jiang, Foto 1910

Fuzhou Tanka (chinesisch 福州疍民, Pinyin Fúzhōu dànmín, regional auch 连家船民,  Liánjiā chuánmín, übersetzt etwa „das Lianjia-Schiffsvolk“ – des Min Jiangs) gehört zu der ethnische Gruppe der Tankas, die vorwiegend entlang des mittleren und unteren Laufs des Flusses Min in der chinesischen Provinz Fujian sowie an den Küstenabschnitten vor der Stadt Fuzhou lebt. Traditionell verbringen sie ihr gesamtes Leben auf dem Wasser und benutzten ihre Schiffe als Wohn- und Arbeitsstätten. In der Volksrepublik China werden sie zu den Han-Chinesen gezählt. Ihre Muttersprache ist Min Dong, die in Fuzhou gesprochene chinesische Sprache. Sie haben ihre eigenen Traditionen entwickelt, die sich von der dortigen Landbevölkerung unterscheiden, so dass sie als eine eigene ethnische Gruppe betrachtet werden können. In früheren Literaturen wurden sie als 游艇子 (Yóutíngzǐ, wörtliche Übersetzung: Kinder der Schiffe), 白水郎 (Bái Shủiláng, weiße Wassermenschen) oder 蜒 (Tíng, Libellen) bezeichnet. Die Landbevölkerung benennt sie dagegen abwertend als 曲蹄 qūtí (Fuzhou-Dialekt: Kuóh-dà̤ⓘ Kuóh-dà̤-giāng, Krummbein). Sie wurden lange Zeit von der Landbevölkerung, besonders den Han-Chinesen, schwer diskriminiert. Zur Zeit der Republik China wurden Gesetze erlassen und die die Diskriminierung der Tanka verboten. Seit den 1950er Jahren begann die Regierung langsam, die Tanka aufs Land umzusiedeln. Bis in die 1990er Jahre hatten die meisten von ihnen ihr Wasserleben aufgegeben.

## Ursprung und Entwicklung

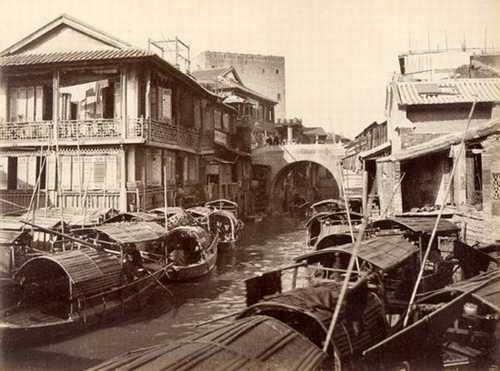
Schiffe der Tanka in Fuzhou zu Beginn des 20. Jahrhunderts

Über den Ursprung der Tanka gibt es viele unterschiedliche Theorien. Selbst die Tanka haben unterschiedliche Meinungen über ihre Herkunft. So gibt es zum Beispiel eine Legende, wonach in der Urzeit Kometen vom Himmel fielen; diejenigen, die auf die Erde fielen, wurden zu Han, wohingegen jene, die ins Wasser fielen, zu Tanka wurden. Einige Tanka glauben, dass sie Nachkommen der Ureinwohner sind, deren Land von den Han Wudi erobert wurde, andere glauben, sie seien Nachkommen der Rebellen, die im 5. Jahrhundert gegen die Östliche Jin-Dynastie aufbegehrten und nach der Niederlage des Aufstands ins Meer getrieben wurden. Manche behaupten, sie seien Nachfahren der Ureinwohner, die im 9. Jahrhundert von Wang Shenzhi vertrieben wurden. Andere sind wiederum der Meinung, ihre Vorfahren waren Mongolen, die zum Ende der Yuan-Dynastie aufs Wasser flüchteten, um vor der Rache der Han zu fliehen, oder sie seien Anhänger von Chen Youliang waren. Einige Stammbücher der Tanka weisen sogar einen Ursprung in der Provinz Shanxi auf. In älteren Schriftstücken wird meistens davon ausgegangen, dass die Tanka Nachkommen der Bewohner des von der Westlichen Han-Dynastie vernichteten Staates Min-Yue sind, sie werden auch als die „Schlangenrasse“ (蛇种 shézhǒng) bezeichnet.
Die Mehrheit der Wissenschaftler ist heute der Meinung, dass die Tanka hauptsächlich von den Ureinwohnern abstammen. Diese Meinung wird auch von Luo Xianglin und Fu Yiling geteilt. Demnach sind die Tanka Nachkommen der Bewohner des früheren Staates Yue. Das würde bedeuten, dass alle Tanka in Südchina sowie Guangdong und Zhejiang die gleiche Abstammung besitzen. Teile der Fuzhou Tanka sind von Zhejiang her eingewandert. In der Geschichte gab es mehrere Wanderungswellen zwischen Jiangsu, Zhejiang und Fuzhou.
Da die Tanka lange Zeit Kontakt zu den landlebenden Han pflegten, wurden sie bereits während der Ming-Dynastie weitestgehend sinisiert und begannen, Min Dong als Muttersprache zu benutzen. Seit dem 18. Jahrhundert fingen einige wenige Tanka an, landsässig zu werden. In der Republik China wurden Diskriminierungen gegen Tanka per Gesetz verboten, und immer mehr Tanka verließen das Wasser. In der Volksrepublik wurden die Tanka in großen Scharen aufs Land umgesiedelt. Zu Beginn der 1950er Jahre wurden die Tanka als offiziell eine Minderheit anerkannt. Später entzog ihnen die Regierung jedoch diesen Status, da sie bereits zu lange sinisiert seien und somit ihre eigene Charakteristik und Volksbekenntnis verloren hätten.

## Herkunft des Namens
In der alten Literatur wurden die Fuzhou Tanka sowie alle anderen Tanka an der Küste 游艇子 (Yóutíngzǐ, wörtliche Übersetzung: Kinder der Schiffe) genannt. Diese Bezeichnung wurde zum Beispiel in der Geschichte der Norddynastien (北史 Běi Shǐ) sowie in der Geschichte der drei Berge (三山志 Sānshān Zhì) aus der Zeit der Nördlichen Song-Dynastie verwendet. In der Song-Zeit wurden die Tanka allgemein 白水郎 (Bái ShǔiLáng, weiße Wassermenschen) genannt. Der Name Tanka steht mit dem Schriftzeichen 蜑 (Dàn) in Verbindung und ist eine Bezeichnung für die Einheimischen am südlichen Randgebiet des chinesischen Reiches. Dieser Name wurde erstmals während der Zeit der Sui-Dynastie benutzt. Nach Ende der Südlichen Song-Dynastie wurde sie speziell für die Tanka verwendet.
Die Bezeichnung 曲蹄 qūtí (Fuzhou-Dialekt: Kuóh-dà̤ⓘ,Kuóh-dà̤-giāng, Krummbein) ist eine abwertende Benennung in der Min Dong-Sprache. Im Jahrbuch des Kreises Min aus der Qing-Dynastie wurde dieser Name so erklärt: „… werden vom gemeinen Volk als Krummbein bezeichnet, weil sie in Schiffen leben und ihre Beine oft nicht gerade strecken können.“

## Bevölkerung und Sprache

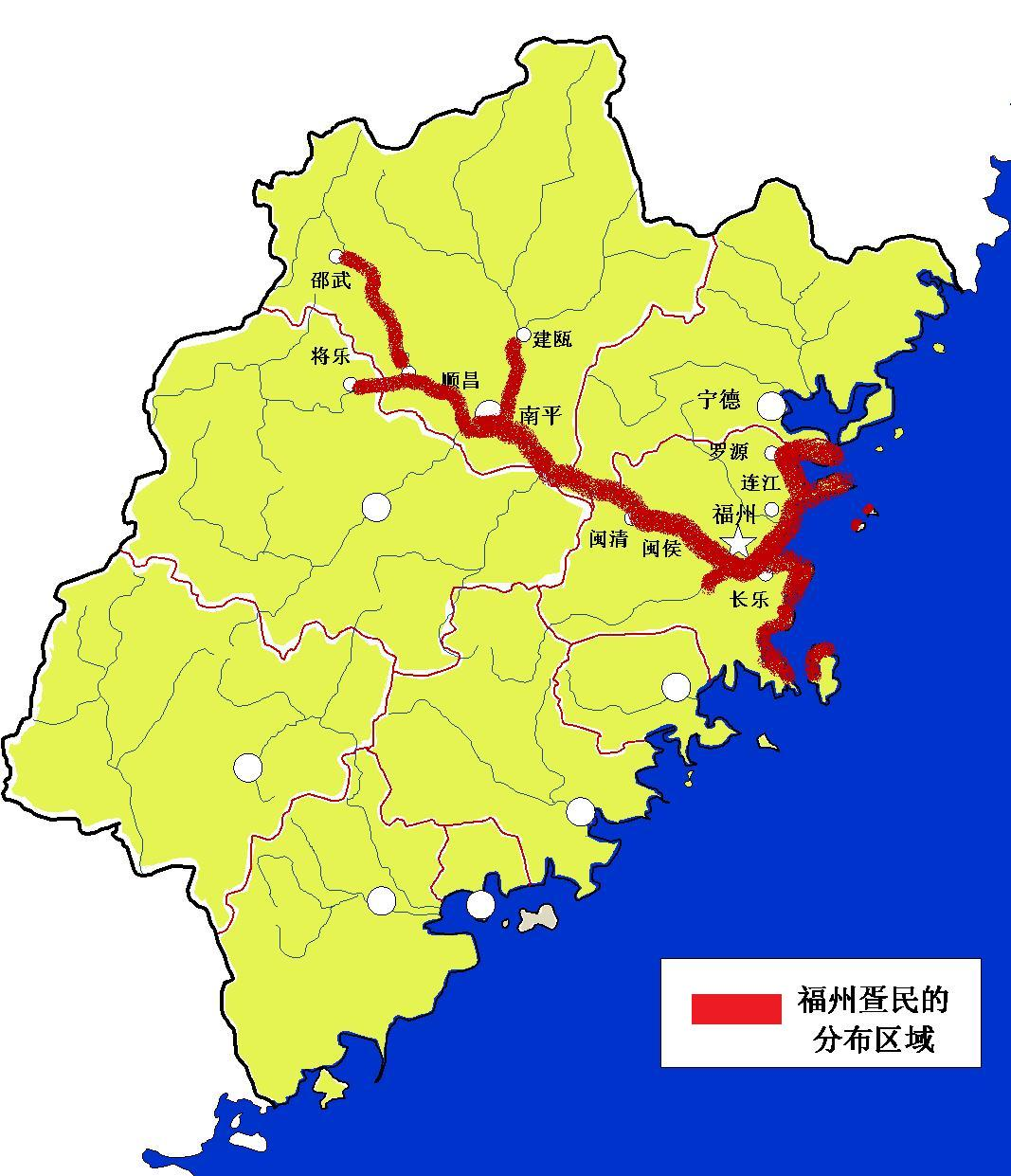
Verbreitungsgebiet der Fuzhou Tanka

Die Statistiken über die Bevölkerungszahl aus unterschiedlichen Zeiten differieren stark. Während der Republikzeit äußerte Chen Wentao (陈文涛) die Meinung, dass innerhalb der Stadtgrenze von Fuzhou etwa 100.000 Tanka lebten. In der Anfangszeit der Volksrepublik wurde an die 10 km entlang des Unterlaufs des Min-Flusses insgesamt 3731 Haushalte mit 17.235 darin lebenden Menschen gezählt, davon 8760 Männer und 8475 Frauen. Das Geschlechtsverhältnis lag bei 1:0,967. In den anderen sieben Landkreisen entlang des Min-Flusses wurden zusammen 4219 Haushalte mit 10.369 Menschen ermittelt. Diejenigen Tanka, die an der Küste lebten, wurden hierbei jedoch nicht dazu gezählt. Andere Quellen geben die Anzahl der Tanka am Unterlauf des Min-Flusses mit 30.000 an.
Heute sprechen die in Fuzhou angesiedelten Tanka allgemein die Sprache Min Dong mit Fuzhou-Dialekt als Muttersprache. Selbst die Tanka, die nach Norden gewandert waren, sprachen immer noch Fuzhou-Dialekt. In einigen Gebieten haben sich noch einzigartige Ausdrücke gehalten. Historisch hatten die Tanka ihre eigene Sprache. Mit der Zeit wurden sie jedoch langsam sinisiert. Zur Zeit der Ming-Dynastie beherrschten bereits die meisten Tanka Fuzhou-Dialekt, jedoch oft mit Spuren von früheren Wörtern und grammatikalischen Anpassungen aus ihrer eigenen Sprache versetzt. Während der Zeit der Volksrepublik wurde Hochchinesisch vom Staat umfangreich gefördert, so dass heute viele Tanka auch Hochchinesisch sprechen können.

## Familienname
Unter den Fuzhou Tanka sind lediglich einige Dutzend Familiennamen vertreten. Die meisten entstanden in der Ming- und Qing-Zeit, nachdem die meistens bereits sinisiert worden waren. Die meisten Namen haben etwas mit „Wasser“ oder „auf dem Wasser leben“ zu tun. Typisch sind Familiennamen wie Jiang (江), Tang (唐), Weng (翁), Ou (欧), Bian (卞), Chi (池), Pu (浦) und andere. Der Name Weng zum Beispiel entstammt wahrscheinlich dem Beruf des Fischers (渔翁 yúwēng), Ou kommt von Möwen (鸥鸟 ōuniǎo). Chi (Teich, 池), Pu (Bucht, 浦), Jiang (Fluss, 江) und Hai (Meer, 海) beziehen sich offensichtlich auf die Wohnorte der Tanka. Einige Tanka mit dem Familiennamen Chen glauben, sie seien Nachkommen der Chen Youliang.
In Fuzhou heißen die meisten Tanka Tang, Lai, Jiang, Wen, Zhan. In Minhou dominieren Familiennamen wie Ou, Bian, Chi, Jiang, Guo, während in Changle die Namen Chen, Jiang, Wen, Lin vorherrschen und an der Küste von Luoyuan meistens Ou, Jiang, Zheng, Lian, Chen, Wen und Liu anzutreffen sind.

## Lebensgewohnheiten

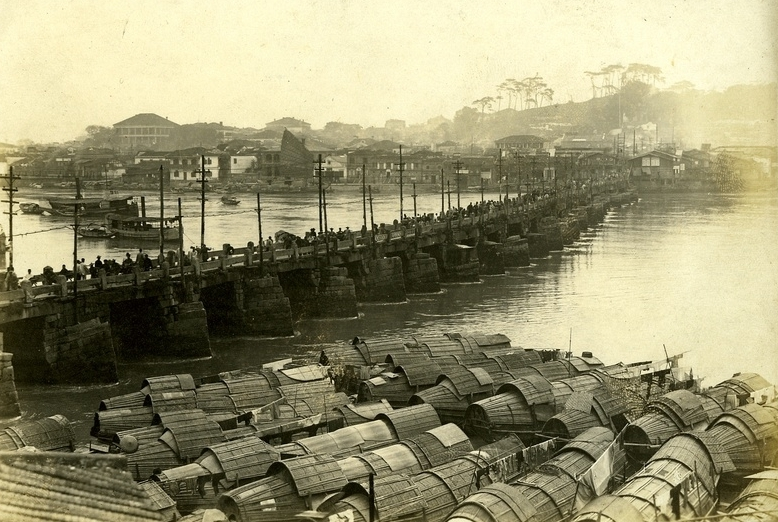
Boote unter der Wanshou-Brücke, 1927

In der Vergangenheit kam es zu Diskriminierungen der Tanka durch die Han-Chinesen. Ihnen wurde es verboten, auf dem Land zu leben, weswegen sie zeit ihres Lebens auf dem Wasser verbrachten. In einem lokalen Jahrbuch aus der Qing-Dynastie wurde Folgendes dokumentiert: „Sie leben in den Booten, arbeiten als Fischer, haben keine feste Wohnorte. Sie kommen und gehen mit den Tiden und Fluten, wohnen dort, wo das Wasser hingeht. Sie teilen die Häfen und Buchten untereinander und respektieren die Territorien der anderen. Selbst wenn sie sich auf dem Land niederlassen, betreiben sie keinen Handel, noch arbeiten sie. Ihre Gewohnheiten sind nieder und werden von den Bürgern verachtet. Die lokale Bevölkerung nennt sie Krummbein, da ihre Beine meistens krumm sind und betrachten sie als Sklaven, da sie minderwertig sind.“ Sie lebten in dieser Zeit zumeist von der Fischerei und vom Transport auf dem Wasser. Die meisten von ihnen lebten in bitterer Armut. Sie waren auch eher von Naturkatastrophen wie Taifunen bedroht. Vor der republikanischen Zeit besaß die überwiegende Mehrheit der Tanka ein sehr niedriges Bildungsniveau. Seit Mitte des 20. Jahrhunderts wurde eine große Anzahl der Tanka aufs Land umgesiedelt, wodurch die Anzahl der in der traditionellen Art lebenden Tanka immer weiter schrumpfte.

### Kleidung
Während der Qing-Dynastie und der republikanischen Zeit trugen die Tanka meistens schwarze, dunkelblaue oder braune Kleidung aus Leinen. Die Hosen hatten in der Regel breite Beinschnitte. Frauenkleider besaßen oft einen Cun-breiten schwarzen Rand. Bevor sie aufs Land umsiedelten, trugen die meisten Tankas weder Schuhe noch eine Kopfbedeckung. Tanka Frauen banden ihre Füße nicht, wie andere chinesische Frauen, sie trugen Ohrringe und ihre Haare als Dutt, mit dem Zipfel nach oben. Ältere Frauen benutzen einen schlangenförmigen Kanzashi, um ihre Zipfel zu befestigen. Ethnologen glauben, dass dies ein Hinweis darauf ist, dass sie Nachkommen der früheren Ureinwohner (die Schlangerasse) sind.

### Wohnstätte

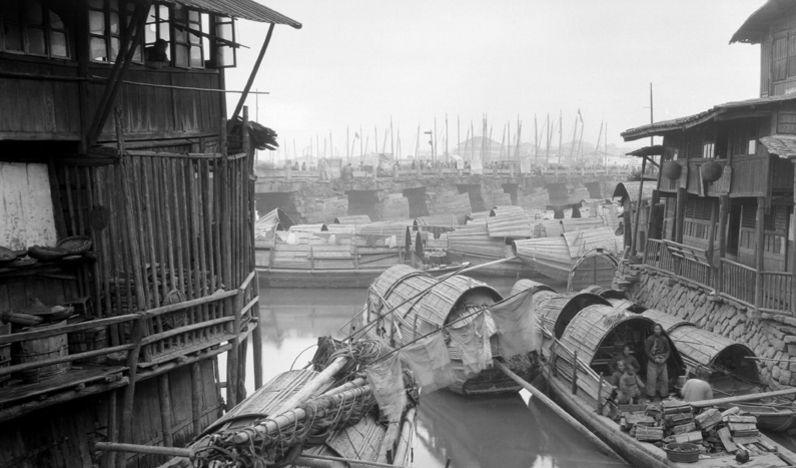
Tanka Schiffe und Schuppen, um 1907

Traditionell lebten die Tanka auf Schiffen. Die Schiffe hatten eine Länge von etwa 5 bis 6 Meter, der Bug und das Heck war angehoben und in der Mitte flach. Im Mittelteil hatten sie als Aufbau eine Hütte aus Bambus. Das Schiff war für die Tanka Wohnort und Arbeitsplatz zugleich. Die Arbeit wurde auf dem Deck verrichtet, die Hütte bot dagegen eine Schlafmöglichkeit und diente als Lager. Beim Transport wurde die Hütte als Gastraum oder Warenraum benutzt. Die Schiffe hatten keine Toiletten, dazu wurde das Heck des Schiffes benutzt. Zum Urinieren verwendete man manchmal auch dicke Bambusbehälter, die einfach unter das breite Hosenbein gehalten wurden. Manche Tanka hielten auch Geflügel am Heck ihres Bootes. Tanka, die früher schon aufs Land umgesiedelt waren, errichteten Pfahlbauten. Dafür wurden zuerst Pfähle in den Boden gerammt und die Schiffe einfach als Behausung darauf gestellt. Andere Pfahlbauten wurden mit einfachen Holzbrettern errichtet. Die Häuser waren sehr eng.

### Sitten
Traditionell suchen die Eltern die Ehepartner aus, wobei manche auch Heiratsvermittlungen in Anspruch nehmen. Die normale Prozedur beinhaltet Geschenke machen, Geschenke machen beim Erwachsensein, den Göttern opfern und Heirat. Vor dem 18. Lebensjahr werden Mädchen in der Regel nicht verheiratet. Die Braut kommt üblicherweise in der Nacht zum Boot des Bräutigams. Die Sitte der Tanka verlangt, dass die Braut bei der Hochzeit weint, um dadurch zu zeigen, dass sie das Elternhaus nicht verlassen möchte. Mädchen können auch an landlebende Männer verheiratet werden, Männer jedoch nehmen vorzugsweise keine Frau vom Land. Am Tag der Heirat darf jedes Boot, das an dem Boot mit der Braut vorbeifährt, anlegen und mitfeiern, egal ob man einander kennt oder nicht. Der ausgeschenkte Reiswein ist ein Geschenk der Familie der Braut. Im Vergleich zu den Han-Chinesen, die auf dem Land leben, achten die Tanka weniger auf Keuschheit. Sex vor der Ehe oder eine Heirat nach dem Tod des Ehepartners ist verbreitet und normal. Reiche Tanka nehmen sich auch Konkubinen. Beim Begräbnis gibt es weitere Unterschiede zwischen den Tanka und den an Land wohnenden Han-Chinesen. Zum Beispiel waren die meisten Tanka so arm, dass sie nicht in der Lage waren, einen durch Mönche gehaltenen Gottesdienst für den Verstorbenen zu bezahlen. Küstenbewohnende Tanka haben keine Friedhöfe. Die Verstorbenen werden einfach in einem Strohteppich gewickelt und an einem menschenleeren Strand begraben. Dieser Vorgang darf jedoch nicht von Außenstehenden beobachtet werden. Die Tanka, die sich zum Katholizismus bekehren ließen, wurden früher auf einem Friedhof an einem Berg nordwestlich von Fuzhou begraben. Dort befand sich auch das ursprüngliche Grab des Missionars Giulio Alenio.

### Feiertage
Während in Fuzhou das Fest des Herdes (祭灶节) bei den Reichen bereits nach dem chinesischen Kalender am 23. Dezember begann, fand es bei der Normalbevölkerung erst am 24. und bei den Tanka erst am 25. Dezember statt. Zum chinesischen Silvester fuhren die Tanka ihre Schiffe mitten auf dem Fluss, um Gläubigern auszuweichen. Vom zweiten bis zum vierten Tag nach dem Neujahr gingen Frauen und Kinder der Tanka an Land, um zu betteln. Sie sagten an den Türen der Han-Chinesen glückbringende Verse auf, um als Gegenleistung Lebensmittel zu erhalten. Zu Feiertagen singen Tankas auch gerne Fischerlieder, allerdings sind diese traditionellen Lieder mittlerweile stark von Aussterben bedroht.

### Tabus
Fuzhou Tanka meiden es, dass andere Leute den Weg direkt vor ihrem Bug kreuzen. Wasserleichen müssen sofort aus dem Wasser gezogen werden, damit sie nicht spuken. Wenn jemand ins Wasser gefallen war, wurde erst dann eine Rettungsaktion eingeleitet, wenn er dreimal ab- und wieder aufgetaucht war, um sicherzugehen, dass es sich nicht um einen Geist handelte. Die Tanka meiden Wörter wie „rückwärts“ oder „querliegen“, da sie für sie eine unheilvolle Bedeutung haben. Sie meiden auch Dinge, die umgekippt sind, wie zum Beispiel umgefallene Schalen oder Töpfe. Beim Fischessen wird der Fisch nicht umgedreht, wenn die eine Seite aufgegessen wurde, und Fischaugen sind für die Tanka ebenso ein Tabu. Dafür malen sie Fischaugen auf ihre Schiffe, um zu vermeiden, dass sie auf eine Untiefe stoßen.

### Fischerlieder
Die Fischerlieder der Fuzhou Tanka gehören zu einer traditionellen Musikform dieses Volksstammes. Es gibt zwei unterschiedlichen Formen von Fischerliedern. Beim Pan Chang (盘歌) handelt es sich um ein Duett zwischen Mann und Frau in Form eines Fragen und Antwort-Dialoges. Die Liedertexte sind improvisiert. Neujahrslieder singen die Tankas, wenn sie zum Jahresbeginn betteln gehen. Die Fischerlieder der Fuzhou Tanka haben auch Stilelemente aus der Min-Oper angenommen, wobei sie ihrerseits das Liedergut der örtlichen Bevölkerung beeinflusst haben. Heute ist dieses Kulturgut stark von Aussterben bedroht, weshalb sie bereits in das Immaterielle Kulturerbe von Fuzhou und Fujian aufgenommen wurden.

## Religion

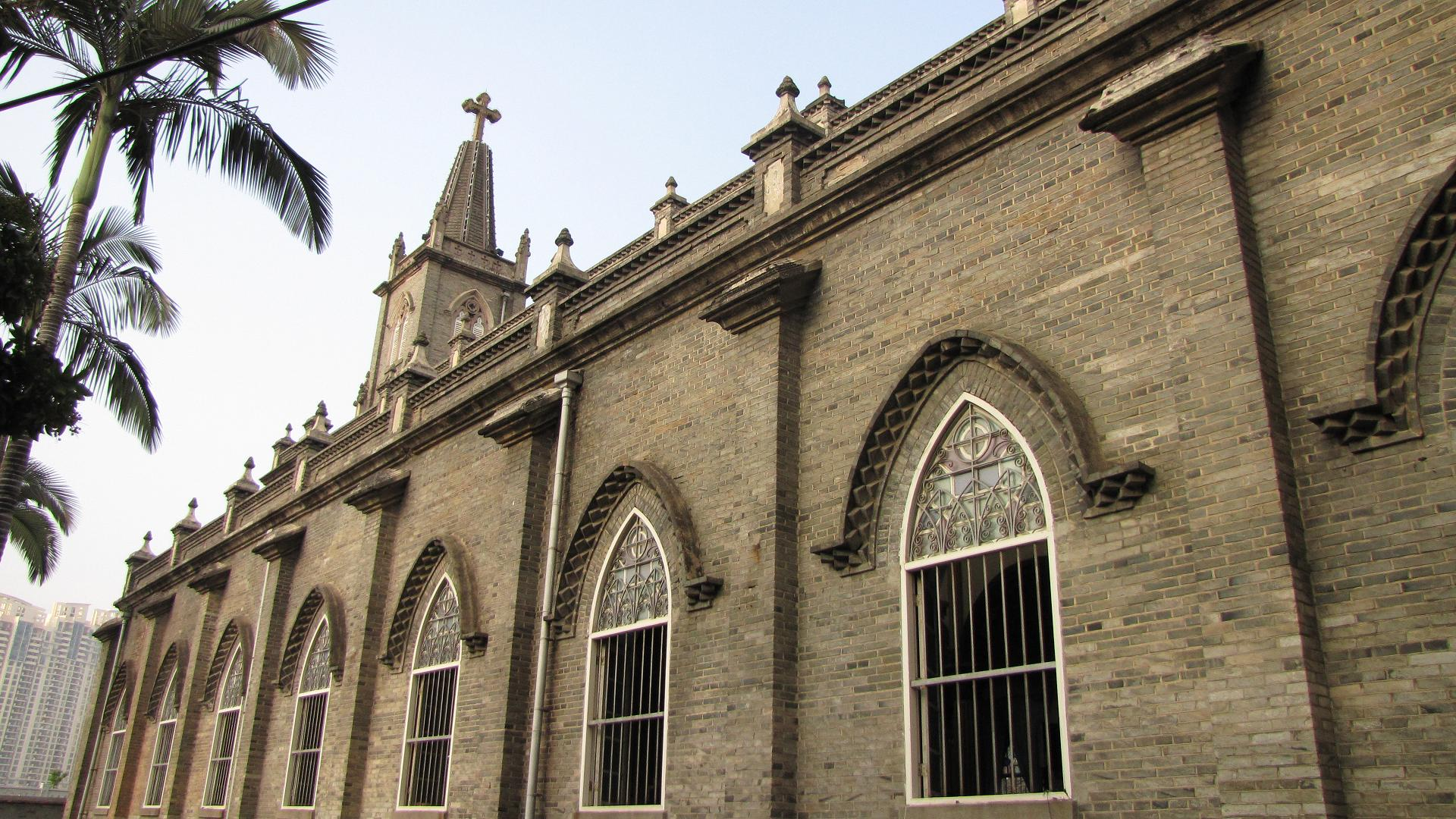
Die Huang-Sung-Puo St. Dominik Kirche auf der Südseite des Min-Flusses ist eine der wichtigsten Kirchen der katholischen Tanka

Frühere Fuzhou Tanka glaubten an eine Mischung aus Daoismus und Volksreligion. Zu den Göttern zählen alte Könige sowie ein Schlangengott, ein Froschgott, ein Drachengott, aber auch Mazu und anderen daoistische Götter oder historische Personen. Als eine wasserfahrende Gemeinschaft spielt vor allem Mazu eine besondere Rolle. Durch ihre Wanderung haben sie einige Götter auf die Matsu-Inseln oder sogar auf die Ryūkyū-Inseln gebracht. Einige Tanka sind auch dem Buddhismus verbunden.
Im 17. Jahrhundert begann die katholische Geschichte der Fuzhou Tanka. Gegen Ende der Ming-Dynastie begann der Katholizismus in Fuzhou aktiv zu werden, als das Erzbistum Fuzhou errichtet wurde. Von der Mitte des 19. Jahrhunderts an wurden die Tanka zunehmend als Missionsziel wahrgenommen. Dafür lernten die Missionare sogar den Fuzhou-Dialekt. Mit Hilfe der Gesetze, die Christen besondere Rechte zugestehen, versuchte die katholische Kirche die bis dahin diskriminierten Tanka zu schützen und ihnen zu helfen, auf das Land umzusiedeln. Ferner öffnete die Kirche Schulen für die Tanka. Diese Maßnahmen bewirkten, dass der Katholizismus unter den Tanka immer weiter verbreitet wurde und dass sich die Anhängerschaft stetig vergrößerte. Zum Ende der Qing-Dynastie, als Fuzhou als ein Freihandelshafen deklariert wurde, stellten die neu ankommenden evangelischen Missionare fest, dass ein beachtlicher Teil der Tanka bereits dem katholischen Glauben angehörten. Bis zur Errichtung der Volksrepublik stieg das Verhältnis der Katholiken innerhalb der Tanka stetig an. Selbst die Hälfte jener nach Norden umgesiedelten Tanka waren mittlerweile Katholiken geworden. Zum Ende des 20. Jahrhunderts und zu Beginn des 21. Jahrhunderts verbreitete sich Katholizismus unter den Tanka weiter. Heute bilden die Tanka und ihre Nachkommen einen großen Teil der in Fuzhou beheimateten Katholiken.

## Diskriminierung

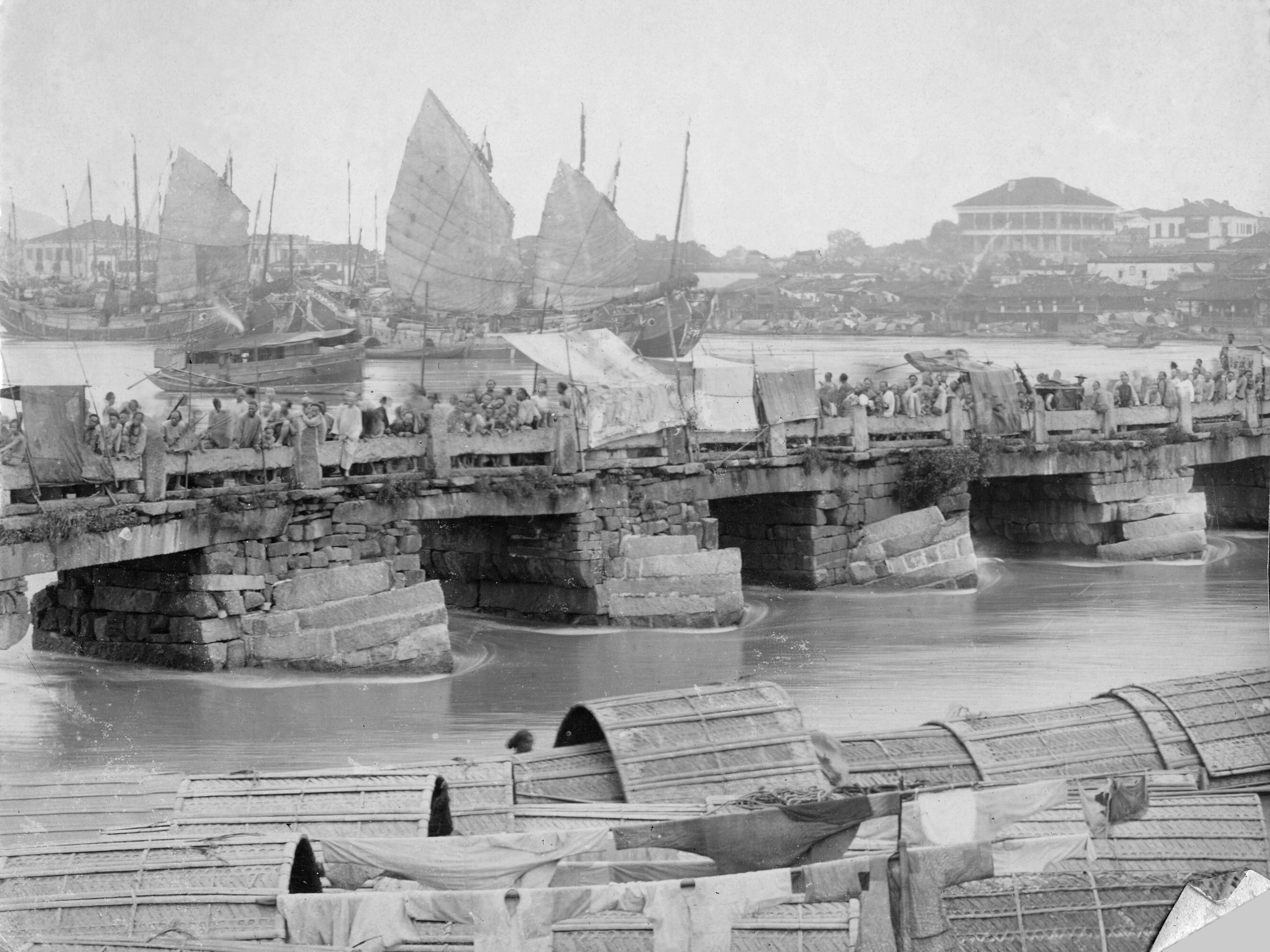
Wanshou Brücke um 1910. Auf der Brücke laufen die Han-Chinesen, unter der Brücke fahren die Schiffe der Tanka

Ab der Song-Dynastie wurden die Fuzhou Tanka als „Untermenschen“ (贱民 jiànmín) bezeichnet. Sie wurden von den landlebenden Han-Chinesen deutlich diskriminiert und ihre Lebensweise stark eingeschränkt. Den Tanka war es in dieser Zeit verboten, auf dem Land zu leben, sie durften keine Seide tragen, wurden von der Bildung ausgeschlossen und durften nicht an der Beamtenprüfung teilnehmen. Auf dem Land wurde ihnen untersagt, Schirme zu benutzen oder Schuhe zu tragen. Bei Feierlichkeiten durften sie keine Laternen anzünden. An Land mussten sie am Rand der Straße gehen. Sie durften keine Hüte tragen, ihre Hosenbeine mussten unterschiedlich lang sein, um sie von den Han-Fischern zu unterscheiden und Frauen durften kein Kanzashi tragen. In manchen Orten wurde es den Tanka generell verboten, an Land zu gehen. Den wenigen Tanka, die es geschafft hatten, aufs Land überzusiedeln, wurde untersagt, ihre Häuser mit einem Ziegeldach zu versehen. Noch weniger durften sie eine geschwungene Dachform verwenden. Einige wohlhabende Tanka bestachen mit viel Geld gleichnamige Han-Chinesen, um für sie eine Registrierung auf dem Land zu erlangen, um auf diese Art die Chance zu bekommen, an der Beamtenprüfung teilzunehmen.
Der zur Zeit des Endes der Qing-Dynastie lebende Literat Guo Baicang schrieb zum Beispiel über einen Beamten, der seine soziale Stellung verlor, weil er aus Geldnot eine Tanka heiratete.
Ab der Qing-Dynastie versuchte die Regierung gemeinsam mit den Tanka gegen diese Diskriminierung anzukämpfen. So wurde im 18. Jahrhundert zum Beispiel das Verbot aufgehoben, aufs Land überzusiedeln. Gegen Ende der Qing-Dynastie wurde dem Rat der Provinz Fujian aufgetragen, den Tanka gleiche Rechte wie der Landbevölkerung zu gewähren. Der Rat lehnte den Vorschlag noch mit dem Verweis auf das Gewohnheitsrecht ab. Nach der Errichtung der Republik China wurde offiziell jedwede Diskriminierung verboten. Die Tanka wurden in großer Anzahl aufs Land umgesiedelt. Innerhalb der Bevölkerung sind jedoch zum Teil nach wie vor Vorurteile verbreitet.

## Beschreibung der Tanka
In der Volkskultur von Fuzhou wurde von den Tanka meistens ein abwertendes Bild gezeichnet. In Volksliedern oder Sprichwörtern werden sie als verschlagen, geldgierig und von schlechtem Charakter beschrieben. Es gibt nur selten positive Beschreibungen der Tanka. Einige Ortsnamen in Fuzhou enthalten Elemente der Tanka oder verweisen indirekt auf sie.
Auch westliche Missionare haben viele Beschreibungen der Tanka hinterlassen, die die Tatsachen oft viel neutraler darstellten; dazu zählen Isaac William Wiley und Robert Samuel Maclay (Life Among the Chinese with Characteristic Sketches and Incidents of Missionary Operations and Prospects in China).
1947 drehte Julien Bryan einen 16-minütigen Dokumentarfilm über die Tanka mit dem Titel Sampan Family. 2009 wurde ein Dokumentarfilm über das heutige Leben der Tanka mit dem Titel St. Mary’s Fisher gedreht.

## Heutige Situation

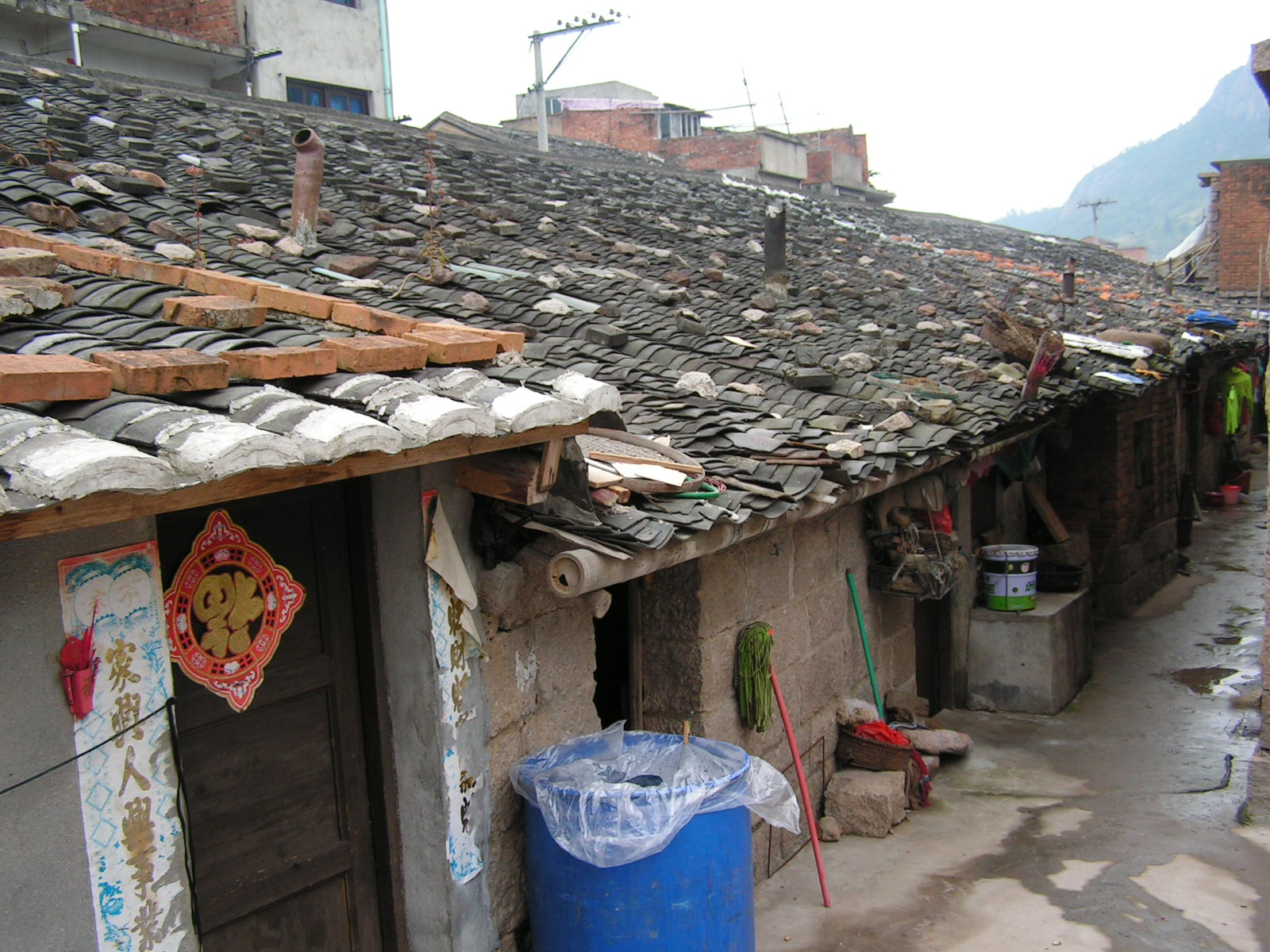
Tanka Gebäude in Fuzhou Luoyuan, als diese Mitte des 20. Jh. aufs Land umgesiedelt wurden.

Seit den 1950er Jahren begann die Regierung, die Tanka aufs Land umzusiedeln. Es entstanden so entlang des Min-Flusses viele Tanka-Dörfer und für die Tanka-Kinder wurde die Allgemeine Schulpflicht eingeführt. Viele Tanka wurden zu Fischern. Seit den 1990er Jahren bauten die Tankas vermehrt selbst auch Häuser aus Ziegeln und Holz. In den 1990er Jahren verstärkte die Stadtregierung von Fuzhou die Anstrengungen, die Wassernomaden umzusiedeln. Es wurden Verträge mit den Tanka geschlossen, in denen man ihnen als Ausgleich für die Umsiedlung Wohnung und Land zusicherte. Heute gibt es im Stadtgebiet von Fuzhou kaum noch Bootshäuser der Tanka, dagegen wohnen im Umland der Stadt sehr viele Tanka auf dem Land. Der Lebensstandard und das Bildungsniveau der Tanka haben sich stark angehoben, so dass es heute kaum noch Analphabeten unter den Tanka gibt.
Die meisten Fuzhou Tanka arbeiten heute in der Fischerei, im Transportwesen auf dem Wasser, bei der Sandschöpfung und in anderen wassernahen Berufen. Die Regierung unterstützt die Tanka auch finanziell. Viele Tanka haben ihre kleinen Boote mittlerweile gegen große Schiffe umgetauscht. Zeitungsberichten zufolge war unter anderen das Problem der Wasserverschmutzung durch Abfall der Tanka einer der Gründe, die die Regierung dazu bewogen hatte, die Tanka auf das Land umzusiedeln. Heute arbeiten einige Tanka als Umweltbeauftragte der Regierung, um das Binnenwasser vor weiterer Verschmutzung zu bewahren.
Auf der anderen Seite gehört die traditionelle Tanka-Kultur zu einer der stark gefährdeten Kulturen in China. Die Verbreitung der Fischerlieder der Tanka und das traditionelle Theater gehen zurück und sind von Aussterben bedroht. Die Stadt Fuzhou und die Provinz Fujian haben deswegen die Fischerlieder in die Liste der Immateriellen Kulturgüter aufgenommen.

## Trivia
In seinem historischen Roman „Mord in Kanton“ um den Richter Di hat der niederländische Schriftsteller Robert van Gulik auch dem Wasservolk der Tanka ein literarisches Denkmal gesetzt.